# Мегалитски храмови на Малти
Мегалитски храмови на Малти  је група праисторијских мегалитских споменика на Малти од којих је седам уписано на УНЕСКО-в списак места Светске баштине у Европи 1980. године као "најстарије самостојеће грађевине на свету.. Они су настали као резултат локалних иновација у процесу културне еволуције, што је довело до раздобља које називамо Џгантија култура (3600—3200. п. н. е.), након које је уследила Сафлијени култура (3000—2500. п. н. е.) која је кулминирала у раздобљу Тарxијен културе (од 3150—2500. п. н. е.), чиме је завршило доба мегалитских споменика
Остали праисторијски мегалитски локалитети који нису уписани на УНЕСКО-в списак су: Борџ ин-Надур (Биржебиџа), Кордин III., Ил-Бидни, Хемхија, Хал Џинви, Тал-Квади (fr, ru), Та' Маржијена, Та' Радијена, Л-Имрамма, Буџиба, Санта Верна, Тас-Силџ (Жејтун) и комплекс трагова исклесаних у стени Мисраħ Џħар ил-Кбир (Динџли) и други

## Списак заштићених локалитета УНЕСКО-а
| Слика | Име                        | изградња                | Локација            | Координате                                            | Белешке |
| ----- | -------------------------- | ----------------------- | ------------------- | ----------------------------------------------------- | --- |
|       | Џгантија                   | око 3600—3000. п. н. е. | Острво Гоцо         | 36° 01′ 48″ С; 14° 09′ 39″ И / 36.0300° С; 14.1608° И | Два храма Џгантија су најстарији мегалитски храмови на Малти из неолита и једни су од најстаријих људских грађевина на свету. Највјероватније су изграђени за култ плодности, о чему сведочи њихов облик од пет великих апсида који подсећа на култни облик жене, али и бројне фигурице "Венера" које су пронађене на локалитету. Храмови, од којих је јужни већи и старији, су окружени спољним зидинама и имају трагове гипса који је некада прекривао и равњавао неправилне зидове. |
|       | Хаџар Ким ("Свето камење") | око 3600—3200. п. н. е. | Код села Кренди     | 35° 29′ 38″ С; 14° 15′ 48″ И / 35.4940° С; 14.2632° И | Комплекс храмова изграђен од меканог кречњака глобигерина, због чега је подоста оштећен при чему су његови спољни зидови испрани те се може видети у његову унутрашњост. Храм има трилитонски портал, олтарну клупу и ортостате, широко двориште, окружне зидине с пролазима који воде до храмова који имају благо различите облике с доминантним облинама |
|       | Мнајдра (Л-Имнајдра)       | око 3500—3100. п. н. е. | 500 m од Хагар-Кима | 35° 29′ 37″ С; 14° 15′ 40″ И / 35.4936° С; 14.2611° И | Овај комплекс је организован око кружног дворишта с три здружена храма изнад стрмине према мору. Десни је сличног облика као остали малтешки храмови, леви је тролисни с оригиналним украсима од удубљења и троструким улазом. Средњи и најмлађи храм, уклопљен између постојећа два, има четири апсиде и нишу, конкавно прочеље, трилитонски портал, олтарну клупу и ортостате. Овај трећи храм је поравњан са сунчевим солцистијом и равнодневицом тако да прве зраке сунца летњг сунцостаја осветле ивицу декорисаног мегалита између прве две апсиде, док се исто догађа с декорисаним мегалитом између друге две апсиде током зимског солцистија. Током равнодневица сунчеве зраке кроз портал осветљавају најдаљу нишу у средишњој апсиди. |
|       | Скорба (Та’ Скорба)        | око 3500—3000. п. н. е. | Џħар Далам          | 35° 33′ 05″ С; 14° 13′ 26″ И / 35.5514° С; 14.2239° И | Овај локалитет је био насељен још око 4850. п. н. е., што га чини најстаријим на острву, и припада тзв. Гħар Далам раздобљу из којега потиче 11 м дуг зид западно до улаза у храм. Од храма је опстао само понеки монолит, примитивни цементни под (торба) и велика кречњачка усправна плоча висока 3.4 м. Северни зид је у бољем стању, као и мањи класични малтешки храм из млађег Тарxијен раздобља, источно од старог храма. |
|       | Та’ Хаџрат                 | око 3000. п. н. е.      | Mџар                | 35° 33′ 05″ С; 14° 13′ 15″ И / 35.5513° С; 14.2209° И | Комплекс Та' Хаџрат се налази око 1 км од Та' Скроба храмова, а чине га остаци двоструког тролисног храма који су неправилнији и мањи од осталих на Малти, али с декорираним мегалитима. Село Мџар уз храмове је заправо вековима старије од храмова (око 3800. п. н. е.) и ту је пронађено много керамике из тог времена (Мџар култура). |
|       | Таршиен                    | око 3600—2800. п. н. е. | Таршиен             | 35° 31′ 17″ С; 14° 18′ 16″ И / 35.5215° С; 14.3045° И | Комплекс од три храма је пронађен 400 метара источно од Хипогеума у Хал-Сафлијени и за разлику од осталих храмова он је са свих страна окружен модерним насељем. Најстарији храм чине две паралелне полукружне апсиде с пролазом између њих. Јужни источни храмови су изграђени касније и копирају старији по облику (полукружне симетричне апсиде с пролазом) али први има два пара апсида и изграђен је од великих монолита, а други има три пара апсида прецизиније клесаних монолита и богатије је украшен разноликим животињским мотивима у плитком рељефу. |